# Cistenides brevicoma
Cistenides brevicoma är en ringmaskart som först beskrevs av Herbert Parlin Johnson 1901.  Cistenides brevicoma ingår i släktet Cistenides och familjen Pectinariidae. Inga underarter finns listade i Catalogue of Life.